# 拉绍尔姆
拉绍尔姆（法語：La Chaulme，法語發音：[la ʃolm]）是法国多姆山省的一个市镇，属于昂贝尔区。该市镇总面积13.6平方公里，2009年时的人口为134人。

## 人口
拉绍尔姆人口变化图示